# コトロネーイ
コトロネーイ（イタリア語: Cotronei）は、イタリア共和国カラブリア州クロトーネ県にある、人口約5,500人の基礎自治体（コムーネ）。

## 地理

### 位置・広がり

#### 隣接コムーネ
隣接するコムーネは以下の通り。括弧内のCSはコゼンツァ県、CZはカタンザーロ県所属を示す。
- カックーリ
- ペティーリア・ポリカストロ
- ロッカベルナルダ
- サン・ジョヴァンニ・イン・フィオーレ (CS)
- タヴェルナ (CZ)